# 尿生殖三角
尿生殖三角（にょうせいしょくさんかく）は、恥骨結合と左右の坐骨結節を結ぶ三角で、会陰の前方を占める部分をいう。なお、後方は肛門三角という。

## 概要
尿生殖三角の深層には、浅会陰筋膜と尿生殖隔膜がある。尿生殖隔膜は骨盤隔膜の前部浅層にあり、恥骨弓の間に張っている三角形の線維膜である。尿生殖隔膜は上下2枚の筋膜よりなり、それぞれ上下尿生殖隔膜筋膜といい、特に下尿生殖隔膜筋膜は比較的厚く強靭なので会陰膜ともいう。
尿生殖隔膜は男性では尿道が、女性では尿道と膣とが貫いている。